# Burgwall Parey

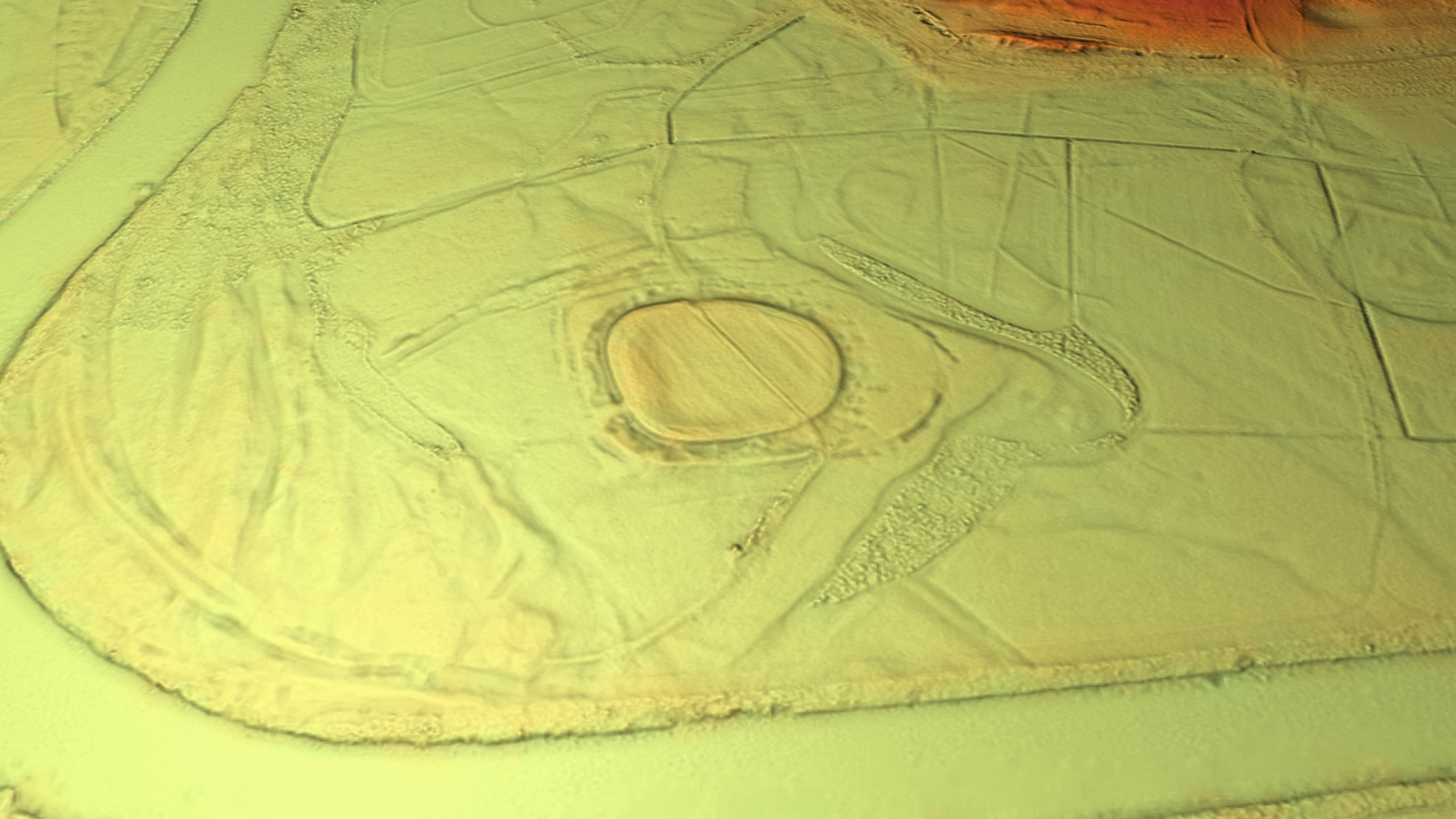
3D-Ansicht des digitalen Geländemodells

Der Burgwall Parey ist der Burgstall einer ursprünglich bronzezeitlichen Anlage und eines späteren slawischen Burgwalls in der Gemarkung Parey der Gemeinde Havelaue im äußersten Westen des Landes Brandenburg. Die Niederungsburg ist unter der Nummer 50345 als „Burgwall slawisches Mittelalter, Burgwall Bronzezeit“ als Bodendenkmal ausgewiesen.

## Anlage
Der Ringwall liegt im sumpfigen, teilweise trockengelegten Uferbereich 150 Meter von der Havel. Die Bebauung des Dorfes Parey beginnt etwa 500 Meter nördlich. Die Burganlage stammt in ihren Ursprüngen bereits aus der Bronzezeit. Nach der Auflassung spätestens zur Völkerwanderung wurde sie im Frühmittelalter von den Slawen erneuert. Die Wallanlage ist ringförmig bis oval. Mit seinem umlaufenden Graben hat der Burgwall Parey eine Ausdehnung von 130 Meter von Nordwest nach Südost mal 110 Meter von Nordost nach Südwest. Östlich an die vormalige Holzburg anschließend wird eine Vorburgsiedlung vermutet. 1960 wurde die Anlage mit einem verschliffenen inneren Wall, einem schon stark verfüllten Graben und einem fast völlig abgetragenen Vorwall beschrieben. Nur im nordöstlichen Bereich sollen noch Teile des Vorwalls erkennbar gewesen sein. Weitere Vorwallreste von bis zu 1,5 Meter Höhe sollen im Nordwesten nachweislich gewesen sein. 2018 sind Vorwälle vor allem im Digitalen Geländemodell des Brandenburgviewers erkennbar.